# Lijst van attractieparken in Duitsland
Dit is een lijst van attractieparken in Duitsland.
| Attractiepark                     | Plaats                   | Deelstaat           | Parktype                    | Geopend | Opmerkingen                                                          |
| --------------------------------- | ------------------------ | ------------------- | --------------------------- | ------- | -------------------------------------------------------------------- |
| Affen- und Vogelpark Eckenhagen   | Eckenhagen               | Noordrijn-Westfalen | Dierenpark                  | 1981    |                                                                      |
| Bayern Park                       | Reisbach                 | Beieren             | Attractiepark               | 1985    |                                                                      |
| Belantis                          | Leipzig                  | Saksen              | Attractiepark               | 2003    |                                                                      |
| Churpfalzpark                     | Loifling                 | Beieren             | Attractiepark               | 1971    |                                                                      |
| Eifelpark                         | Gondorf                  | Rijnland-Palts      | Recreatiepark               | 1964    | Heeft sinds 2022 een zeldzame Swing Mill                             |
| Europa-Park                       | Rust                     | Baden-Württemberg   | Themapark                   | 1975    | Tweede bestbezochte pretpark van Europa                              |
| Fort Fun Abenteuerland            | Bestwig                  | Noordrijn-Westfalen | Attractiepark               | 1967    |                                                                      |
| Freizeit-Land Geiselwind          | Geiselwind               | Beieren             | Attractiepark               | 1969    |                                                                      |
| Freizeitpark Plohn                | Lengenfeld               | Saksen              | Attractiepark               | 1996    |                                                                      |
| Hansa-Park                        | Sierksdorf               | Sleeswijk-Holstein  | Attractiepark               | 1977    | van 1973 tot 1976 was dit de eerste Legoland in Duitsland            |
| Heide Park                        | Soltau                   | Nedersaksen         | Attractiepark               | 1978    |                                                                      |
| Holiday Park                      | Haßloch                  | Rijnland-Palts      | Themapark                   | 1971    | Sinds 2010 is het park eigendom van Plopsa                           |
| Irrland                           | Twisteden                | Noordrijn-Westfalen | Attractiepark en Dierentuin | 1999    |                                                                      |
| Karls Erlebnis-Dorf Elstal        | Wustermark               | Brandenburg         | Attractiepark               | 2014    |                                                                      |
| KikiMondo                         | Günzburg                 | Beieren             | Indoor Pretpark             |         |                                                                      |
| Legoland Deutschland              | Günzburg                 | Beieren             | Themapark                   | 2002    | Vierde Legoland park                                                 |
| Magic Park Verden                 | Verden                   | Nedersaksen         | Kinderpretpark              | 1971    |                                                                      |
| Märchengarten im Blühenden Barock | Ludwigsburg              | Baden-Württemberg   | Kinderpretpark              | 1959    |                                                                      |
| Märchenwald im Isartal            | Wolfratshausen           | Beieren             | Kinderpretpark              |         |                                                                      |
| Movie Park Germany                | Bottrop                  | Noordrijn-Westfalen | Themapark                   | 1996    | tot eind 2004 heette het park Warner Brothers Movie World            |
| PanoramaPark                      | Kirchhundem              | Noordrijn-Westfalen | Recreatiepark               | 1963    |                                                                      |
| Phantasialand                     | Brühl                    | Noordrijn-Westfalen | Themapark                   | 1967    |                                                                      |
| Playmobil FunPark Zirndorf        | Zirndorf                 | Beieren             | Recreatiepark               | 1991    |                                                                      |
| Potts park                        | Minden                   | Nordrhein-Westfalen | Avonturenpark               | 1969    |                                                                      |
| Rasti-Land                        | Salzhemmendorf           | Nedersaksen         | Attractiepark               | 1973    |                                                                      |
| Ravensburger Spieleland           | Meckenbeuren             | Baden-Württemberg   | Themapark                   | 1998    |                                                                      |
| Safariland Stukenbrock            | Schloß Holte-Stukenbrock | Noordrijn-Westfalen | Dieren- en Attractiepark    | 1969    |                                                                      |
| Schwabenpark                      | Kaisersbach              | Baden-Württemberg   | Attractiepark               | 1972    |                                                                      |
| Serengeti Park                    | Hodenhagen               | Nedersaksen         | Dierenpark/Recreatiepark    | 1974    |                                                                      |
| Skyline Park                      | Rammingen                | Beieren             | Attractiepark               | 1999    |                                                                      |
| Steinwasen-Park                   | Oberried                 | Baden-Württemberg   | Attractiepark               | 1974    |                                                                      |
| Taunus Wunderland                 | Schlangenbad             | Hessen              | Attractiepark               | 1966    |                                                                      |
| Tripsdrill                        | Cleebronn                | Baden-Württemberg   | Themapark                   | 1929    | Oudste pretpark van Duitsland                                        |
| Wild- und Freizeitpark Klotten    | Klotten                  | Rijnland-Palts      | Dierenpark en Attractiepark | 1970    |                                                                      |
| Wunderland Kalkar                 | Kalkar                   | Noordrijn-Westfalen | Attractiepark               | 1995    | Pretpark met een all-in-principe, opgericht door Hennie van der Most |

## Voormalige attractieparken
| Attractiepark           | Plaats           | Deelstaat           | Parktype       | Openings- en sluitingsjaar | Opmerkingen                                   |
| ----------------------- | ---------------- | ------------------- | -------------- | -------------------------- | --------------------------------------------- |
| Sea Life Adventure Park | Oberhausen       | Noordrijn-Westfalen | amusementspark | 2013-2015                  | van 1996 tot 2011 heette het park CentrO Park |
| Mini Mundus Bodensee    | Meckenbeuren     | Baden-Württemberg   | Miniatuurpark  | 2005-2013                  |                                               |
| Spreepark               | Treptow-Köpenick | Berlijn             | Pretpark       | 1969-2002                  |                                               |